# Sycon tabulatum
Sycon tabulatum är en svampdjursart som först beskrevs av Schuffner 1877.  Sycon tabulatum ingår i släktet Sycon och familjen Sycettidae. Inga underarter finns listade i Catalogue of Life.